# Kersey (Suffolk)
Kersey è un villaggio e parrocchia civile dell'Inghilterra, appartenente alla contea del Suffolk. Vi risiedono 359 abitanti. La parrocchia civile comprende Kersey Tye, Kersey Upland, Wicker Street Green e William's Green. È sul fiume Brett. Appare con il nome di Cereseia nel Domesday Book del 1086.